# Ford Madox Brown
Ford Madox Brown, francosko-britanski slikar, * 16. april 1821, Calais, Francija, † 6. oktober 1893, London, Združeno kraljestvo.
Upodabljal je moralne in zgodovinske predmete, znan pa je zlasti po svoji izrazito grafični in pogosto Hogarthovi različici prerafaelitskega sloga. Njegova najpomembnejša slika je bila Delo (1852-65). Brown je v zadnjih letih svojega življenja slikal Manchesterske murale, ki prikazuje zgodovino Manchestra, za mestno hišo v  Manchestru

## Zgodnje življenje
Brown je bil vnuk škotskega medicinskega teoretika Johna Browna, ustanovitelja brunoniaskega sistema medicine. Njegov dedek je bil škotski delavec. Njegov oče Ford Brown je služil kot častnik v kraljevi mornarici, vključno z obdobjem, ko je služil pod Isaacom Coffinom in obdobju na HMS Arethusa. Po koncu napoleonskih vojn je zapustil mornarico.
Leta 1818 se je Ford Brown poročil s Caroline Madox, iz stare kentske družine, od katere je prevzel srednje ime . Brownovi starši so imeli omejena finančna sredstva in so se preselili v Calais, da bi poiskali cenejšo nastanitev, kjer sta se rodila hči Elizabeth Coffin leta 1819 in sin Ford Madox Brown leta 1821.
Brownovo izobraževanje je bilo omejeno, saj se je družina pogosto premikala med prenočišči v Pas-de-Calaisu in sorodniki v Kentu, vendar je pokazal umetniški talent pri kopiranju starih mojstrov. Njegov oče je najprej želel za svojega sina pomorsko kariero in pisal svojemu bivšemu kapetanu siru Isacu Coffinu. Družina se je leta 1835 preselila v Brugge, da je Brown lahko študiral na Akademiji pod Albertom Gregoriusom. Leta 1836 se je preselil v Gent in nadaljeval študij pri Pieteru van Hanselaereju. V Antwerpen se je leta 1837 preselil h Gustafu Wappersu. Po smrti svoje mame leta 1839 je še naprej študiral v Antwerpnu. Njegova sestra je umrla leta 1840, nato pa še oče leta 1842.

## Dela
Galerija Tate ima zgodnji primer Brownovega dela, portret njegovega očeta . Najprej je razstavljal na Kraljevi akademiji leta 1840, delo, ki ga je navdihnila pesem lorda Byrona The Giaour (zdaj izgubljena), nato pa dokončal The Execution of Mary, Queen of Scots s svojo sestrično in prihodnjo ženo Elisabeth Bromley kot eno izmed njegovih modelov. Leta 1841 je živel na Montmartru s svojo novo ženo in starim očetom. Slikal je Manfred na Jungfrau, navdahnjen s pesmijo lorda Byrona Manfred, medtem ko je bil v Parizu.
Leta 1843 je opravil delo na Westminsterskem natečaju za risanje, za kompozicije za okraševanje nove Westminstrske palače. Njegov vstop, The Body of Harold Brought before William, ni bilo uspešno. Njegova zgodnja dela pa je zelo občudoval mladi Dante Gabriel Rossetti, ki ga je prosil, da postane njegov mentor. Skozi Rossetti je Brown prišel v stik z umetniki, ki so nadaljevali z oblikovanjem prerafaelitske bratovščine. Čeprav je bil tesno povezan z njimi, nikoli ni bil dejansko član bratovščine, je sprejel svetle barve in realistični slog  Williama Holmana Hunta in  Johna Everetta Millaisa. Nanj so vplivala tudi dela Holbeina, ki jih je videl v Baslu leta 1845, ter Friedrich Overbeck in Peter Cornelius, ki ju je srečal v Rimu leta 1845-46.
Brown se je trudil, da bi v 1850-ih postal znan in ker s svojimi slikami ni našel kupcev, se je preselil v Indijo. Leta 1852 je začel delati na dveh svojih najpomembnejših delih.
Ena od njegovih najbolj znanih podob je Zadnji pogled na Anglijo, slikana od leta 1852 do 1855, ki je bila marca leta 1859 prodana za 325 gvinej  (2010: 26.700 £). Na njej je prikazanih nekaj prizadetih izseljencev, ko plujejo na ladji, ki jih bo za vedno odpeljala iz Anglije. Navdihnil ga je odhod preeafaelitskega kiparja Thomasa Woolnerja, ki je odšel v Avstralijo. V nenavadnem formatu tondo je slika strukturirana z Brownovo značilno linearno energijo in poudarja navidezno groteskne in banalne podrobnosti, kot so zelje, ki visi s strani ladje. Mož in žena sta portreta Browna in njegove druge žene Emme.
Najpomembnejša Brownova slika je bila Delo (1852-1865), začela leta 1852 v Hampsteadu, in jo je na svoji retrospektivni razstavi pokazal leta 1865. Thomas Plint je napolnil sklad, da bi Brown lahko dokončal, a je leta 1861 pred dokončanjem slike umrl . V tej sliki je Brown poskušal prikazati celotno viktorijansko družabno življenje v eni sami podobi, ki prikazuje delavce, ki so kopali cesto (ulica Heath v Hampsteadu, London) in s tem motili člane družbene hierarhije. Slika v dinamičnem središču akcije izbruha v proliferacijske podrobnosti, saj delavci kopljejo luknjo na cesti - in simbolično - v družbeni strukturi. Vsak lik predstavlja poseben družbeni razred in vlogo v sodobnem urbanem okolju. Brown je napisal katalog, ki je spremljal posebno razstavo dela. Ta publikacija je vključevala obširno razlago dela, ki kljub temu pušča veliko vprašanj brez odgovorov. Brownova skrb zaradi socialnih vprašanj, obravnavanih v delu, ga je spodbudila k odprtju javne kuhinje za lačne v Manchestru in poskušal pomagati mestnim brezposelnim pri iskanju dela z ustanovitvijo izmenjave delavcev. 
Brown je našel pokrovitelje na severu Anglije, med njimi Plinta, George Rae iz Birkenheada , Johna Millerja iz Liverpoola in Jamesa Leatharta iz Newcastla. Do poznih 1850-ih je izgubil potrpljenje zaradi slabega sprejema na Kraljevi akademiji in ni več kazal svojih del, zavračal ponudbo Millaisa, da bi podprl njegovo pridružitev. Leta 1858 je ustanovil klub Hogarth z Williamom Morrisom, Edwardom Burne-Jonesom in njegovim bivšim učencem Rossettijem. Po uspešnem obdobju nekaj let je imel klub več kot 80 članov, med njimi več uglednih članov Kraljeve akademije. Brown pa je odstopil leta 1860, klub pa se je leta 1861 zlomil.
Od leta 1860 je Brown izdeloval pohištvo in vitraže. Bil je ustanovitelj partner oblikovalske družbe William Morris, Morris, Marshall, Faulkner & Co., leta 1861, ki se je leta 1874 ukinila, in je sam nadaljeval delo. Bil je tesen prijatelj krajinskega umetnika Henryja Marka Anthonyja.
Glavni Brownov dosežek po Delu je bil Manchesterski murali, cikel dvanajstih slik v Veliki dvorani Manchestrske mestne hiše, ki prikazuje zgodovino mesta. Brown bi bil star 72 let, ko je končal murale. Skupaj jih je delal šest let, kar je bilo njegovo zadnje veliko delo. 

## Družina
Ford Madox Brown je bil poročen dvakrat. Njegova prva žena Elizabeth Bromley je bila njegova prva sestrična, hči materine sestre Mary. Poročila sta se v Meophamu v Kentu aprila 1841, tik pred njegovim 20. rojstnim dnem in manj kot eno leto po nenadni smrti njegove sestre Elizabeth. Živela sta v Montmartru leta 1841 z Brownovim invalidnim očetom, ki je umrl naslednje poletje.
Njun prvi otrok je umrl kot novorojenček novembra 1842. Njuna hči Emma Lucy se je rodila leta 1843 in družina se je leta 1844 preselila nazaj v Anglijo. Leta 1845 so odšli v Rim, da bi ublažili bolezen svoje žene, ki je trpela zaradi jetike (pljučna tuberkuloza). Umrla je v Parizu junija 1846, stara 27 let, na poti nazaj v Anglijo iz Rima.
Emma Hill je postala pogost Brownov model od leta 1848; na primer, je žena v Zadnjem poogledu na Anglijo. Postala je njegova ljubica in v Londonu sta si delila hišo, vendar se zaradi socialne konvencije ni mogel poročiti z nepismeno hčerko zidarja. Njuna hči Catherine Emily se je rodila leta 1850 in na koncu sta se poročila v St Dunstan-in-the-West aprila 1853. Njun sin Oliver Madox Brown (1855-1874) (znano kot Nolly) se je zaobljubil kot umetnik in pesnik, vendar je umrl zaradi zastrupitve krvi pred svojo zrelostjo. Nollyjeva smrt je bila močan udarec za Browna in ohranil sinovo sobo kot svetišče. Drugi sin Arthur se je rodil septembra 1856. Brown je Arthurja uporabil kot model otroka, ki je v ospredju Dela kot dojenček v naročju dekleta, vendar je v juliju 1857 umrl star samo deset mesecev.
Tudi njegovi hčerki Lucy in Catherine sta bili kompetentni umetnici. Lucy se je leta 1874 poročila z Williamom Michaelom Rossettijem. Catherine se je poročila s Francisom Huefferjem; preko Catherine, je bil Brown dedek romanopisca Forda Madoxa Forda in praded ministra za delo Franka Soskice.
Druga Brownova žena je umrla oktobra 1890, sam pa umrl leta 1893 na Primrose Hillu. Pokopan je na pokopališču St Pancras and Islington v East Finchleyu . Imel je posvetni pogreb, pogrebni nagopvor je imel Američan Moncure D. Conway, sekularist, po katerem je bil pozneje imenovan Conway Hall. 
- Brownova družina
- Brownova prva preživela hči Lucy leta 1849
- Catherine Madox Brown
- Oliver leta 1855
- Arthur leta 1856
- Emma leta 1852 (študija za Zadnji pogled na Anglijo)
- Ford Madox Brown, 1867, risba Dante Gabriel Rossetti

## Galerija
- Ford Madox Brown's works
- James Leathart
- Popotnik
- Irsko dekle, 1860
- Cromwell, protektor Vaudoisa, 1877
- Haidee najde Don Juana
- Cordelia's Portion
- Byronove sanje
- Kralj Ludvik IX. Na vitraju vzhodnega okna cerkve Vseh Svetih, Cambridge
- Geoffrey Chaucer na dvoru Edvarda III. Angleškega, olje na platno Ford Madox Brown, 1847–1851, Art Gallery of New South Wales
- Romeo in Julija na balkonu b III. Dejanju, Delaware Art Museum, 1870
- Kralja Reneja medeni tedni, 1864, izmišljena scena v življenju srednjeveškega kralja Renéja Anjou.
- Jezus umiva Petru noge